# Yaboni (Liboré)
Yaboni ist ein Weiler in der Landgemeinde Liboré in Niger.

## Geographie
Der Weiler befindet sich rund 16 Kilometer nördlich des Hauptorts Liboré der gleichnamigen Landgemeinde, die zum Departement Kollo in der Region Tillabéri gehört. Zu den Siedlungen in der näheren Umgebung von Yaboni zählen Alpha Toukouara im Nordwesten, Kogorou im Südosten und Saga Gorou I im Südwesten.
Yaboni ist Teil der Übergangszone zwischen Sahel und Sudan. Die durchschnittliche jährliche Niederschlagsmenge beträgt hier zwischen 400 und 500 mm. Bei der Siedlung erstreckt sich ein großer Teich, die Mare de Yaboni im Bereich des Trockentals Kori de Ouallam. Der Teich führt seit den 1980er Jahren permanent Wasser. In der Niederung von Yaboni wachsen über einhundert Anabäume.

## Geschichte
Yaboni wurde Anfang des 20. Jahrhunderts gegründet. Die ersten Einwohner kamen aus dem am Fluss Niger gelegenen Dorf Tonko Bangou. Sie hielten sich anfangs nur während der Regenzeit zur Bewirtschaftung der Felder in Yaboni auf und kehrten nach der Ernte nach Tonko Bangou zurück, bis sie sich schließlich dauerhaft in der neuen Siedlung niederließen. In ethnischer Hinsicht handelte es sich vor allem um Zarma. Innerhalb der ersten zwanzig Jahre nach der Ortsgründung wanderten Fulbe-Viehzüchter zu. Diese verloren während der Dürren der 1970er und 1980er Jahre ihr Vieh und wurden auch zu Ackerbauern.

## Bevölkerung
Bei der Volkszählung 2012 hatte Yaboni 1148 Einwohner, die in 162 Haushalten lebten. Bei der Volkszählung 2001 betrug die Einwohnerzahl 381 in 48 Haushalten.

## Wirtschaft und Infrastruktur
Es gibt eine Schule in der Siedlung. Bei Yaboni werden Meerrettichbäume kultiviert.